# José Mujica
José Alberto Mujica Cordano (Montevideo, 20 de mayo de 1935-Montevideo, 13 de mayo de 2025), conocido como Pepe Mujica, fue un político y floricultor uruguayo que se desempeñó como presidente de la República Oriental del Uruguay desde el 1 de marzo de 2010 hasta el 1 de marzo de 2015. Fue miembro y líder del partido político Frente Amplio. Exguerrillero, integró en los años sesenta el Movimiento de Liberación Nacional-Tupamaros, por lo que estuvo prisionero entre 1972 y 1985 durante la dictadura cívico-militar en Uruguay.
En 1989 fue elegido diputado y luego senador por el Frente Amplio, ocupó el cargo de ministro de Ganadería, Agricultura y Pesca entre 2005 y 2008. Después de ocupar la Presidencia, fue elegido senador en las elecciones de 2014 y en las de 2019. Renunció el 20 de octubre de 2020, se retiró de la actividad política para dedicarse a la militancia popular. Hasta su fallecimiento, fue el líder del Movimiento de Participación Popular, sector mayoritario del partido político Frente Amplio.
Mujica fue descrito como «el jefe de Estado más humilde del mundo» debido a su estilo de vida austero y su donación de alrededor del 90 % de su salario mensual de doce mil dólares a organizaciones benéficas que favorecen a los pobres y a los pequeños empresarios. Un crítico abierto del enfoque del capitalismo en acumular posesiones materiales que no contribuyen a la felicidad humana, fue elogiado por los medios y periodistas por sus ideas filosóficas. El Times Higher Education se refirió a él como el «presidente filósofo» en 2015, un juego de palabras con la concepción de Platón del rey filósofo.
Desde el 2005 hasta su muerte estuvo casado con Lucía Topolansky, dirigente histórica del Movimiento de Participación Popular y vicepresidenta de Uruguay entre 2017 y 2020, con quien mantenía una relación sentimental desde 1972.

## Infancia y juventud

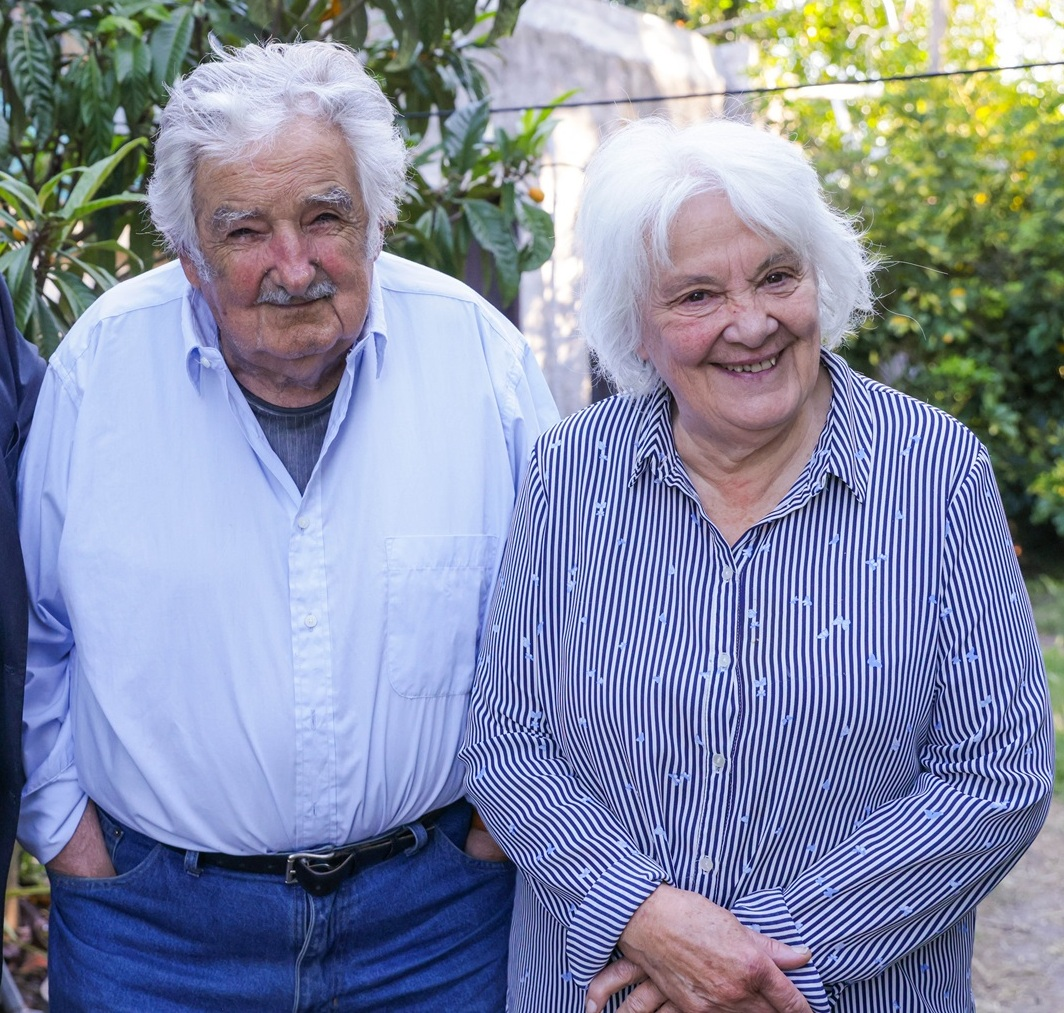
José Mujica y su esposa, Lucía Topolansky.

Hijo de Demetrio Mujica Terra y Lucy Cordano Giorello; por línea paterna, José Mujica fue descendiente de vascos, que en 1842 llegaron a Uruguay, con origen en la localidad vizcaína de Múgica, y de este lado estaba emparentado con políticos reconocidos, como el presidente y dictador de la década de 1930 Gabriel Terra, su tío abuelo segundo, y con Horacio Terra Arocena, su tío tercero, y los hijos de este último, es decir, sus primos terceros Francisco, Horacio y Juan Pablo Terra Gallinal, que participaron durante el siglo XX en la Unión Cívica, el Partido Colorado, el Partido Nacional y el Frente Amplio. Por línea materna, su ascendencia era italiana. En varias ocasiones, Mujica situó en Cantabria parte de sus orígenes familiares. Nació el 20 de mayo de 1935 en el barrio Paso de la Arena, del departamento de Montevideo.
En las tierras de sus abuelos paternos, se preparaba a los soldados para resistir los levantamientos contra el caudillo Aparicio Saravia. Su abuelo materno era seguidor del herrerismo del Partido Nacional, fue varias veces edil de Colonia y amigo de Luis Alberto de Herrera.
Su familia materna estaba compuesta por inmigrantes italianos ligures; el apellido Cordano, del abuelo Antonio, es originario del valle de Fontanabuona en la provincia de Génova en la región de Liguria cerca de Rapallo. De esa zona venía la familia de la abuela Paula, los Giorello. Su madre nació en Carmelo, lugar donde los padres de ella, cultivadores de viñas, compraron cinco hectáreas en la Colonia Estrella para cultivar viñedos.
Su padre era un pequeño estanciero que se encontró en quiebra poco antes de morir, en 1940, cuando José tenía seis años. Cursó sus estudios primarios y secundarios en la escuela y liceo público del barrio donde nació. Terminado el ciclo básico, ingresó a bachillerato en el Instituto Alfredo Vásquez Acevedo, ciclo que no logró terminar.
Desde sus trece años, y hasta los diecisiete, practicó ciclismo, corrió en representación de varios clubes y en todas las categorías.

## Actuación política

### Comienzos
Su tío materno, Ángel Cordano, era nacionalista y tuvo influencia sobre la formación política de José. En 1956, Mujica conoció al diputado nacionalista Enrique Erro por vía de su madre, militante del sector que Erro. Desde entonces, comenzó a militar para el Partido Nacional, en el que llegó a ser secretario general de la Juventud.
En las elecciones de 1958, triunfó por primera vez el herrerismo y Erro es designado ministro de Trabajo, acompañado por Mujica, aunque éste no llegó a ser funcionario.
En 1962, Erro y Mujica abandonaron el Partido Nacional para crear la Unión Popular, junto al Partido Socialista del Uruguay y un pequeño grupo llamado Nuevas Bases. En las siguientes elecciones, postularon a Emilio Frugoni como candidato a presidente de la República, perdió con 2,3 % de los votos.

### Etapa guerrillera y lucha armada
En 1964 se integró al Movimiento de Liberación Nacional-Tupamaros, participó en operativos guerrilleros, al tiempo que trabajaba en su chacra hasta que, requerido por la Policía, pasó a la clandestinidad. Durante el gobierno de Jorge Pacheco Areco la violencia aumentó. El poder ejecutivo repitió usó del instituto constitucional de medidas prontas de seguridad para enfrentar a la guerra de guerrillas, así como a la creciente oposición de sindicatos y gremios ante sus políticas económicas.[cita requerida]
En enfrentamientos armados, fue herido de seis balazos. Fue apresado cuatro veces y, en dos oportunidades, se fugó de la cárcel montevideana de Punta Carretas. Sumó casi quince años en prisión. Su último período de detención duró trece años, entre 1972 y 1985. Fue uno de los nueve dirigentes tupamaros que la dictadura cívico-militar tomó como «rehenes», lo que significaba que serían ejecutados en caso de que su organización retomara las acciones armadas. En esa condición, pautada por el aislamiento y duras condiciones de detención, Mujica permaneció once años. Entre los rehenes se encontraban Eleuterio Fernández Huidobro (posterior ministro de Defensa Nacional), Raúl Sendic Antonaccio, Julio Marenales, Adolfo Wasem, Henry Engler, Jorge Zabalza, Jorge Manera y Mauricio Rosencof.

### Transición a la política partidaria
Después del retorno a la democracia, Mujica salió en libertad beneficiado por la Ley 15.737 del 8 de marzo de 1985, que decretó una amnistía de delitos políticos, comunes y militares conexos con estos, cometidos a partir del 1 de enero de 1962.
Años después creó, con otros referentes del MLN y partidos de izquierda, el Movimiento de Participación Popular (MPP), dentro del Frente Amplio. En las elecciones de 1994 fue elegido diputado por Montevideo para la XLIV Legislatura. Manifestó sentirse «como un florero» al comenzar su actividad parlamentaria. No obstante, su presencia en la arena política fue llamando la atención, ya que supo capitalizar el descontento. En las elecciones de 1999 fue elegido senador. Su sector político apuntaba a una estrategia de acumulación. Ese año se publicó el libro Mujica, de Miguel Ángel Campodónico, en el que se recogen la vida y pensamiento del guerrillero convertido en político.
En las elecciones de 2004, su movimiento obtuvo más de 300 000 votos, resultó el sector con la votación más alta del país, lo que significó un importante porcentaje dentro del Frente Amplio, se consolidó así como la primera fuerza dentro del partido, que alcanzó el gobierno.

### En el gobierno de Tabaré Vázquez (2005-2010)

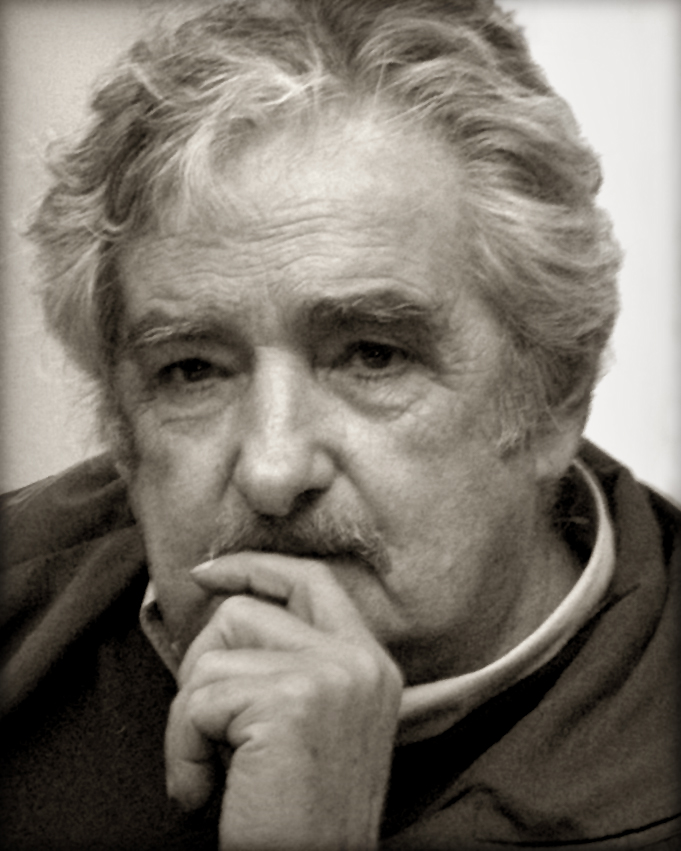
José Mujica, en su época de ministro de Ganadería, Agricultura y Pesca.

El 1° de marzo de 2005 el presidente de la República, Tabaré Vázquez, lo designó ministro de Ganadería, Agricultura y Pesca. Estuvo acompañado por Ernesto Agazzi, de profesión ingeniero agrónomo, en el cargo de subsecretario. En palabras de Mujica, «el verdadero ministro iba a ser Agazzi». En los hechos, la actuación de Mujica en el elenco gubernamental se asimiló más a la presencia de un operador político y a un generador de opinión con una novedosa capacidad de diálogo con la sociedad. Se destacó por sus expresiones curiosas, sus comentarios «sorprendentes» y sus «salidas de tono». Esto gustó en muchos sectores de la ciudadanía, por la franqueza de los planteamientos. Pero hubo quienes se quejaron de la supuesta falta de profesionalismo del titular ministerial.
Abandonó el cargo el 3 de marzo de 2008, dejó el puesto a su viceministro Agazzi. Regresó a su banca en Senadores y en todos los medios, tanto políticos como de prensa, se mencionó con insistencia su eventual postulación presidencial, más allá de que el presidente Vázquez expresase su preferencia por Danilo Astori.
Mujica comenzó a generar hechos que hablaban a las claras de su voluntad de ser candidato, como la visita al matrimonio Kirchner en Argentina, muy comentada, dado que Uruguay y Argentina pasaban por una situación diplomática comprometida, con incesantes intercambios de agresiones entre los gobiernos; Mujica reivindicó una actitud de acercamiento entre pueblos hermanos.

### Camino a la Presidencia

#### Precandidatura
El Congreso Extraordinario «Zelmar Michelini» del Frente Amplio, los días 13 y 14 de diciembre de 2008, además de resolver el programa de gobierno de cara a un nuevo período, lo proclamó como el candidato del Frente Amplio para las elecciones internas del año 2009, aunque habilitó a los otros cuatro propuestos (Danilo Astori, Daniel Martínez, Marcos Carámbula y Enrique Rubio) para participar en igualdad de condiciones. Tanto Martínez como Rubio habrán de desistir de su precandidatura. La disputa en las internas quedó planteada entre Mujica, Astori y Carámbula.
Mujica recibió el apoyo del kirchnerismo; incluso tenía un mitin programado en Mar del Plata, que debió suspender tras la fuerte crítica de su partido. El 24 de mayo de 2009 renunció a su sector político, el MPP, a través de una carta en la que planteaba que, a partir de ese momento, «dejaba de estar obligado a la disciplina del grupo y a sus órganos de dirección». La dirección del MPP aceptó la renuncia considerando que Mujica debía «encarar su responsabilidad como candidato de todos los frenteamplistas». El 28 de junio, tras las elecciones internas, resultó elegido como candidato único a la presidencia por el Frente Amplio, tras vencer a sus competidores con un 52,02 % de los votos totales.

#### Candidatura
Después de las internas, Astori aceptó completar, como candidato a vicepresidente, la fórmula que presentaría esa fuerza en las elecciones de octubre de 2009. Durante la campaña, Mujica apuntó a un cambio de imagen, abandonó su atuendo informal y vistió en varias oportunidades con traje a medida, nunca usó corbata.

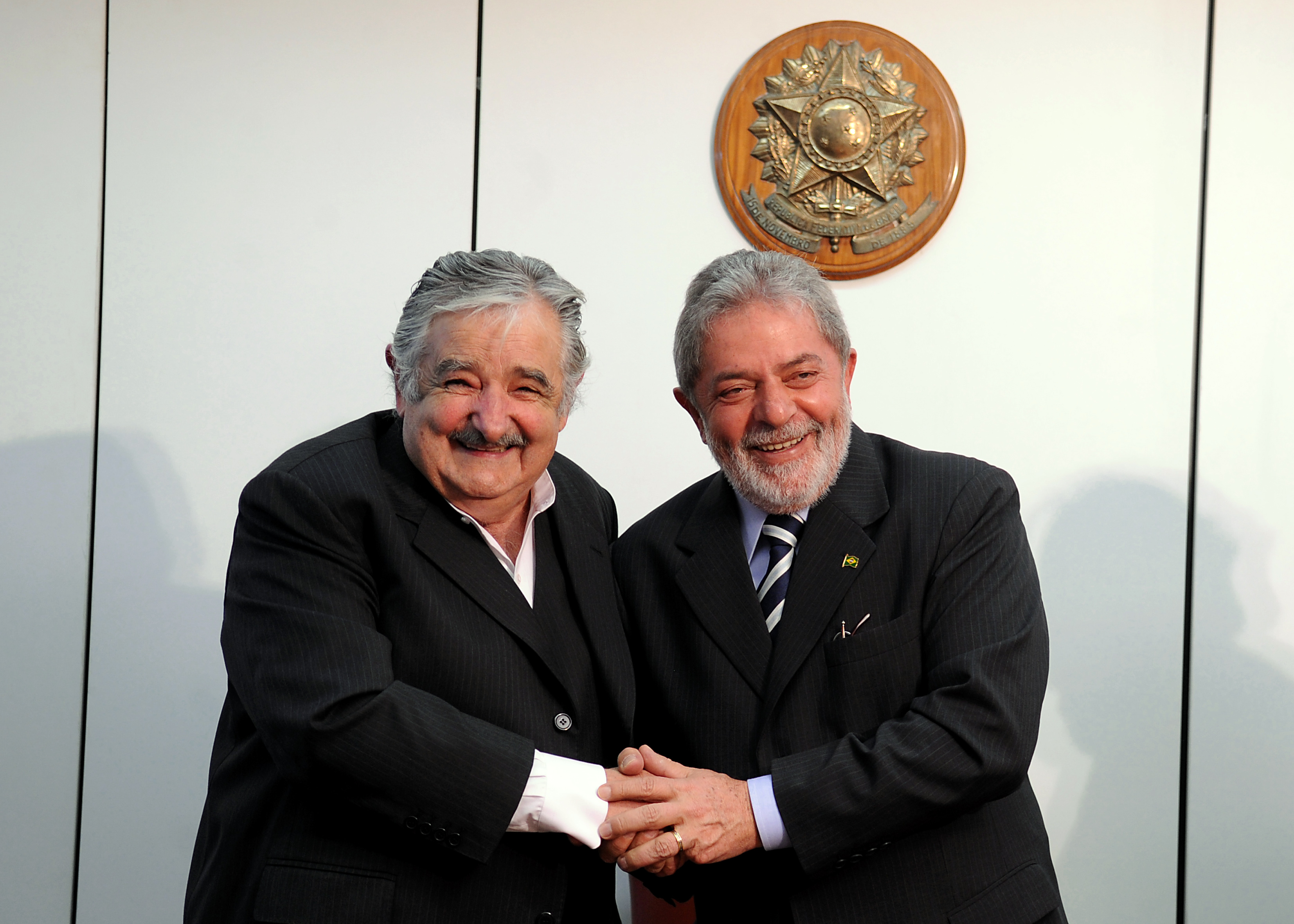
Recibimiento de Mujica por parte de Lula da Silva, en el marco de la campaña presidencial del Frente Amplio.

Entre sus asesores se destacaron Milton Romani (seguridad pública), Héctor Tajam (economía), Juan José Domínguez (relaciones exteriores), Alma Chiodi (salud) y Carlos Barceló (educación). En septiembre de 2009 se publicó el libro Pepe coloquios, del periodista Alfredo García, que recogen entrevistas grabadas a Mujica, con su pensamiento, sus ideas, sus frases. El libro levantó polémica. Al respecto Mujica declaró: «Me equivoco como cualquier hijo de vecino».

#### Elecciones
El 25 de octubre de 2009, Mujica ganó con una votación cercana a la mitad del total de votos válidos, lo cual le valió disputar la segunda vuelta electoral (balotaje) contra Luis Alberto Lacalle el 22 de noviembre. Ese día fue elegido presidente con un porcentaje superior al 52 %. Por la noche, en un mensaje a la ciudadanía, llamó entre otras cosas a superar los prejuicios.
Resultado de la primera vuelta de las elecciones de 2009 para la presidencia de la República.
| Candidato               | Partido               | Votos                | Resultado      |
| José Mujica             | Frente Amplio         | 1 105 262 (47,96 %). | Segunda vuelta |
| Luis Alberto Lacalle    | Partido Nacional      | 669 942 (29,07 %).   | Segunda vuelta |
| Pedro Bordaberry        | Partido Colorado      | 392 307 (17,02 %).   |                |
| Pablo Mieres            | Partido Independiente | 57 360 (2,49 %).     |                |
| Raúl Rodríguez da Silva | Asamblea Popular      | 15 428 (0,67 %).     |                |

Resultado de la segunda vuelta de las elecciones de 2009 para la presidencia de la República.
| Candidato            | Partido          | Votos                | Resultado |
| José Mujica          | Frente Amplio    | 1 197 638 (54,63 %). | Electo    |
| Luis Alberto Lacalle | Partido Nacional | 994 510 (45,37 %).   |           |

## Presidencia

### Ascenso a la presidencia
Mujica prestó juramento el 1.º de marzo de 2010 en el Palacio Legislativo, para desempeñar el cargo de presidente de la República Oriental del Uruguay. Esta promesa fue tomada por su esposa Lucía Topolansky, por ser la primera senadora de la Nación. Se desarrolló con la presencia de autoridades de diferentes partidos políticos uruguayos y representantes de países como Hillary Clinton, Cristina Fernández, Néstor Kirchner, Rafael Correa y Hugo Chávez, entre otros. Pronunció un discurso muy elogiado y comentado; en el mismo sobrevolaban su pasado guerrillero, sus ideas y su largo camino hacia la presidencia.

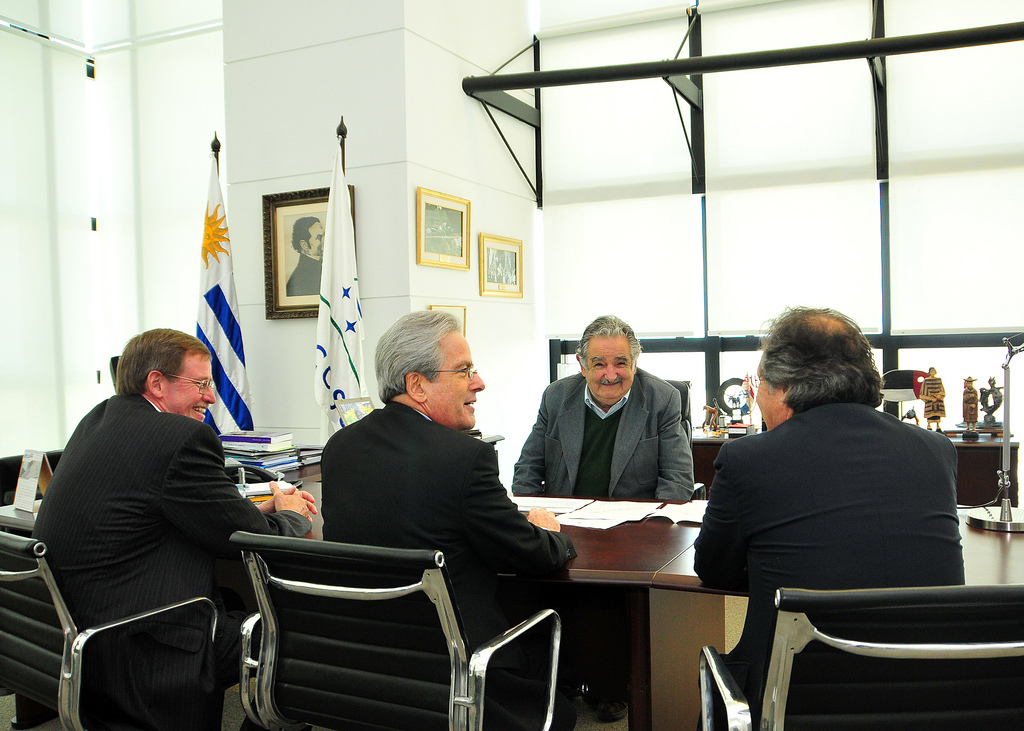
José Mujica, en el despacho presidencial.

Al concluir la ceremonia y el discurso, Mujica y el vicepresidente entrante, Danilo Astori, se dirigieron hacia una caravana que desembocaría en el lugar de la toma de mando. Asumió de forma oficial su cargo de presidente del Uruguay dos horas y media después del juramento, en una ceremonia al aire libre a pedido explícito de Mujica, en la plaza Independencia (la más importante) frente a muchísimo público y autoridades nombradas; cuando el presidente saliente Tabaré Vázquez le colocó la banda presidencial.[cita requerida]
Mujica y su esposa vivieron con gran sobriedad, durante décadas, en una chacra en la zona de Rincón del Cerro, donde se dedicaron al cultivo de flores como actividad económica. Al asumir como Presidente, en vez de trasladarse a la residencia presidencial de Suárez y Reyes, el matrimonio decidió permanecer en su residencia, lo cual implicó agregarle mejoras en materia de seguridad y comunicaciones.

### Gabinete ministerial
Para la conformación del gabinete, Mujica respetó los resultados obtenidos en octubre. De esta manera el Movimiento de Participación Popular obtuvo cuatro ministerios, el Frente Liber Seregni tres, el Partido Socialista dos, la CAP-L, la Vertiente Artiguista y el Partido Comunista uno cada uno. Para el Ministerio de Desarrollo Social se había nombrado a Ana Olivera, quien se desempeñó como viceministra de la cartera entre 2005 y 2009. Sin embargo, al ser propuesta como candidata a la intendencia del departamento de Montevideo, su nombramiento quedó descartado.
| Ministerio                                          | Nombre                       | Período     |
| --------------------------------------------------- | ---------------------------- | ----------- |
| Interior                                            | Eduardo Bonomi               | 2010 - 2015 |
| Economía y Finanzas                                 | Fernando Lorenzo             | 2010 - 2013 |
| Economía y Finanzas                                 | Mario Bergara                | 2013 - 2015 |
| Defensa                                             | Luis Rosadilla               | 2010 - 2011 |
| Defensa                                             | Eleuterio Fernández Huidobro | 2011 - 2015 |
| Relaciones Exteriores                               | Luis Almagro                 | 2010 - 2015 |
| Educación y Cultura                                 | Ricardo Ehrlich              | 2010 - 2015 |
| Salud Pública                                       | Daniel Olesker               | 2010 - 2011 |
| Salud Pública                                       | Jorge Venegas                | 2011 - 2013 |
| Salud Pública                                       | Susana Muñiz                 | 2013 - 2015 |
| Trabajo y Seguridad Social                          | Eduardo Brenta               | 2010 - 2013 |
| Trabajo y Seguridad Social                          | José Bayardi                 | 2013 - 2015 |
| Vivienda, Ordenamiento Territorial y Medio Ambiente | Graciela Muslera             | 2010 - 2012 |
| Vivienda, Ordenamiento Territorial y Medio Ambiente | Francisco Beltrame           | 2012 - 2015 |
| Ganadería, Agricultura y Pesca                      | Tabaré Aguerre               | 2010 - 2015 |
| Industria, Energía y Minería                        | Roberto Kreimerman           | 2010 - 2015 |
| Transporte y Obras Públicas                         | Enrique Pintado              | 2010 - 2015 |
| Turismo y Deporte                                   | Héctor Lescano               | 2010 - 2012 |
| Turismo y Deporte                                   | Liliam Kechichián            | 2012 - 2015 |
| Desarrollo Social                                   | Ana María Vignoli            | 2010 - 2011 |
| Desarrollo Social                                   | Daniel Olesker               | 2011 - 2015 |
| Secretaría de presidencia                           | Alberto Breccia              | 2010 - 2012 |
| Secretaría de presidencia                           | Homero Guerrero              | 2012 - 2015 |
| Prosecretaría de presidencia                        | Diego Cánepa                 | 2010 - 2015 |
| Oficina de Planeamiento y Presupuesto               | Gabriel Frugoni              | 2010 - 2015 |

### Programa de gobierno

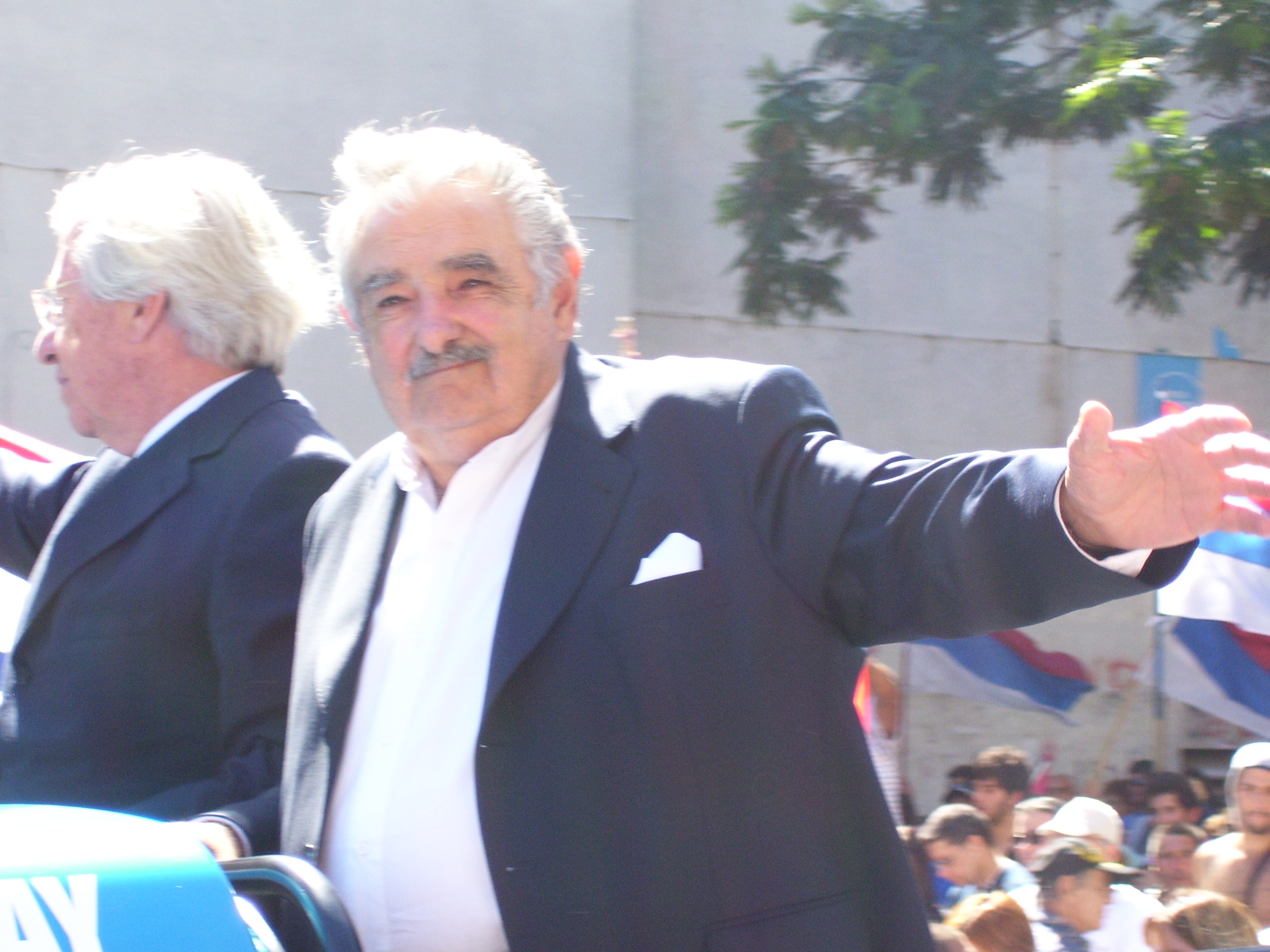
José Mujica y Danilo Astori, el 1 de marzo de 2010 camino a la plaza Independencia (Montevideo) para prestar juramento.

Antes de asumir la presidencia se fueron conociendo las distintas líneas programáticas que se pensaban implementar en el nuevo gobierno que asumiría el 1 de marzo de 2010. En este marco el gobierno electo definió cuatro ejes de trabajo para la conformación de políticas de Estado, es decir, que trascendieran un período de gobierno y que fueran independientes del partido político gobernante. Los ejes definidos fueron educación, seguridad, ambiente y energía, y se convocó a los partidos políticos de la oposición con representación parlamentaria a integrar comisiones de trabajo para la elaboración de políticas. Se planteó que el gobierno electo pretendía llevar adelante una ambiciosa reforma de la administración pública, inspirada en el modelo neozelandés.
En su discurso de toma de mando, realizado el 1 de marzo de 2010, Mujica reafirmó la necesidad de que el país contara con políticas de Estado. Planteó como un objetivo primordial de su administración la eliminación de la indigencia y la reducción de la pobreza en un 50%.

### Política nacional

#### Política económica
En términos generales se mantiene la política económica del anterior periodo, fortalecido esto por la presencia de un hombre del astorismo en Economía. Así, la proporción del gasto social en el gasto público total aumenta del 60,9% al 75,5% entre 2004 y 2013. Durante este período, la tasa de desempleo disminuyó del 13% al 7%, y el salario mínimo se incrementó en un 250%. Dentro de las políticas gubernamentales está la promoción a la inversión nacional y extranjera. Dentro de estas últimas destacan emprendimientos como el proyecto Aratirí y Montes del Plata. Según la Confederación Sindical Internacional, Uruguay se ha convertido en el país más avanzado de América en materia de respeto de los «derechos fundamentales del trabajo, en particular la libertad sindical, el derecho a la negociación colectiva y el derecho a la huelga».
Desde medios de prensa se afirmó que existía un grupo asesor al presidente integrado por Jerónimo Roca y Gabriel Frugoni de la OPP y el subsecretario de economía Pedro Buonomo, cuya orientación difiere de las políticas impulsadas por el ala astorista (integrada por el ministro de economía Fernando Lorenzo, el asesor Andrés Masoller y el presidente del BCU Mario Bergara). Las discrepancias entre dos aparentes corrientes económicas se hicieron notorias en año 2011 en el tratamiento de proyectos como el Impuesto a la Concentración de Inmuebles Rurales (ICIR) o la ley que efectuaba rebajas diferenciales al IVA. No obstante, desde el gobierno se ha reiterado que la política económica es una sola y que «no hay ningún equipo económico trabajando en la sombra».

#### Plan de Integración Socio-Habitacional «Juntos»
Este plan es considerado como buque insignia del gobierno de Mujica. Fue lanzado el 15 de junio de 2010, como una continuación del Plan de Emergencia de su antecesor Tabaré Vázquez. Es sustentado por colaboraciones solidarias de empresas privadas, con el 87 % del salario mensual de Mujica y con la venta de alguna de las propiedades del Estado que han caído en desuso. El objetivo del plan es brindarle a familias carenciadas un hogar donde vivir. Fue definido por el propio presidente, no como un plan de vivienda, sino como un plan de ética y como una visión a futuro. El plan comenzó a mediados del 2010. La primera casa fue construida en el asentamiento informal Primero de Mayo. Las viviendas son construidas con especialistas, pero además con los propios interesados, con sus vecinos y con voluntarios.

#### Política en materia de drogas
En un movimiento sin precedentes, en junio de 2012 el gobierno de Mujica propuso legalizar y regular la venta de marihuana. El tema es discutido y muy complejo. No obstante, en medio de los comentarios y críticas que esto provocó a nivel mundial, fue elogiado por la selecta publicación británica Monocle y, por su parte, la revista estadounidense Time destacó este hecho e incluso se preguntó si los líderes del mundo no deberían seguir el mismo camino.

#### Reforma del Estado
Mujica anunció su intención de «reformar la administración pública». Sin embargo, la batalla se auguraba muy dura, tanto en el aspecto escalafonario como en el salarial.

#### Educación
Durante el gobierno de Mujica se promovió el proyecto de la Universidad Tecnológica del Uruguay, a instalar en el interior del país.

### Política internacional

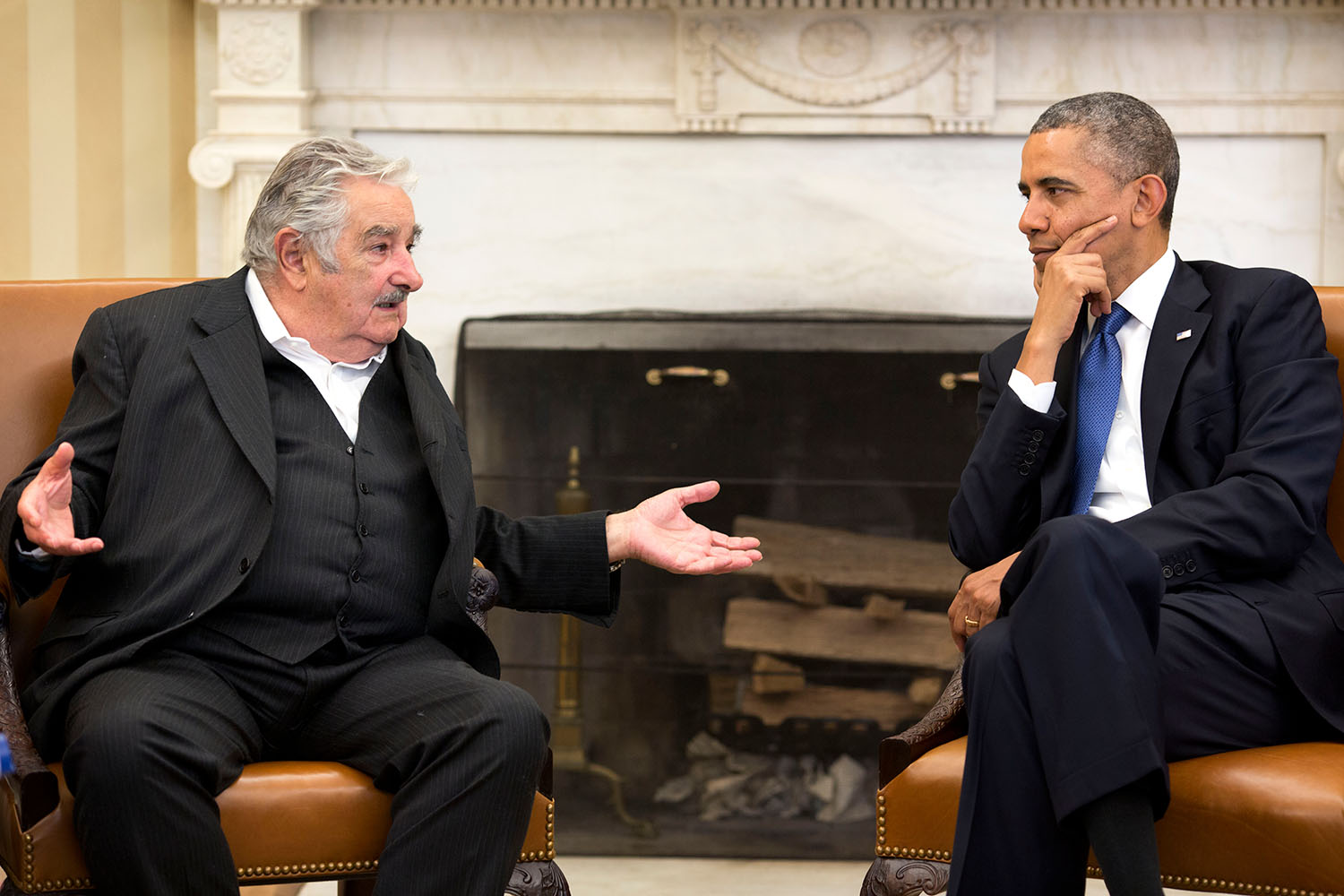
Mujica, en 2014, con Barack Obama.

En 2011, se pronunció en contra de las operaciones militares lanzadas por varios países occidentales contra Libia. Estaba cerca del presidente venezolano Hugo Chávez a quien consideró «el gobernante más generoso que he conocido».

#### Desbloqueo del puente de Fray Bentos

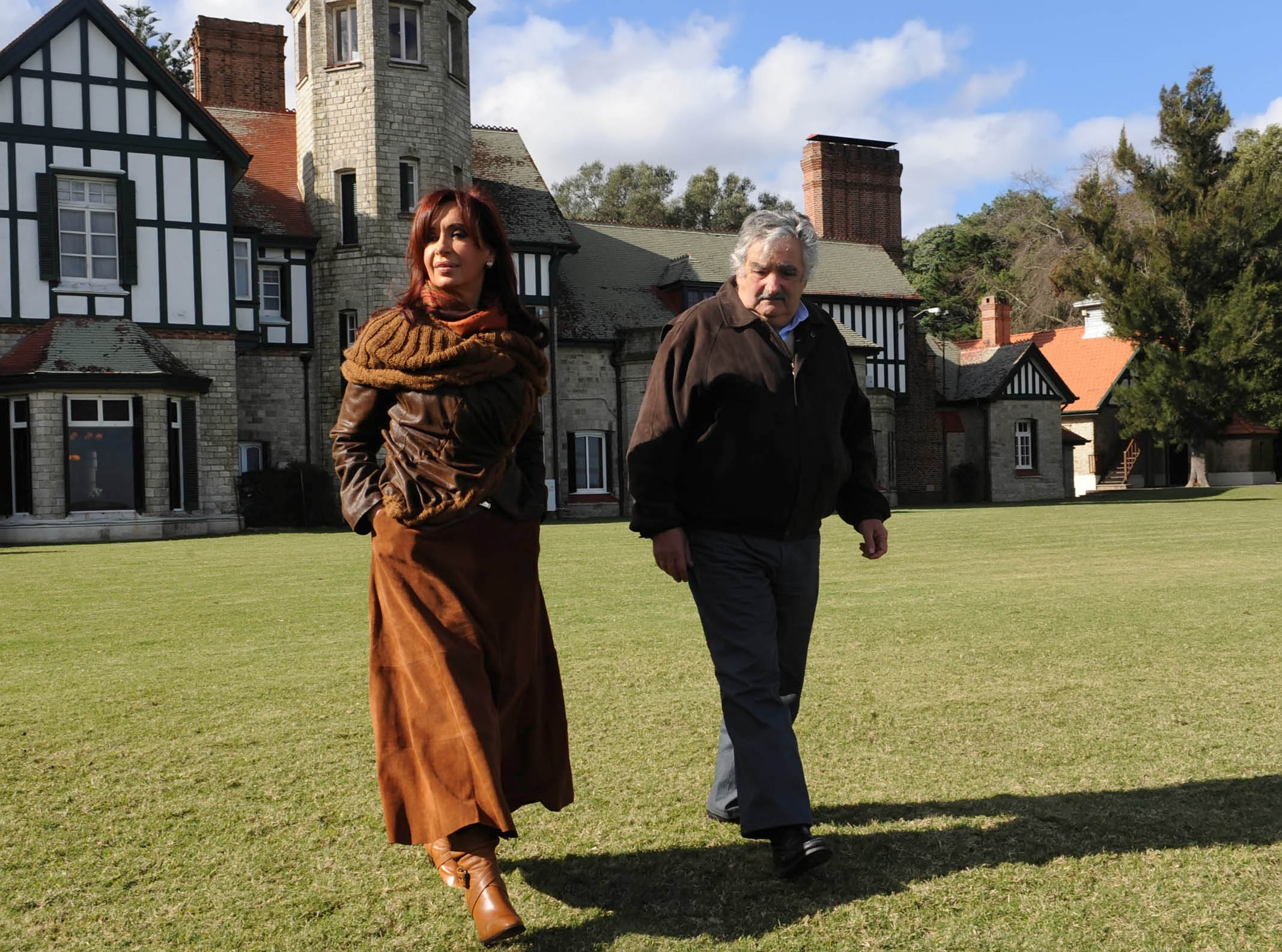
José Mujica junto a la entonces presidenta de la República Argentina, Cristina Fernández de Kirchner en el Parque Anchorena, Uruguay.

Después de varias reuniones con su homóloga Cristina Fernández, Mujica logró que se levantara el piquete de Arroyo Verde para que el tránsito fluyera entre Uruguay y Argentina sobre el Puente Libertador General San Martín. Se acordó permitir el ingreso de personal técnico argentino a la planta de celulosa de UPM-Kymmene de Fray Bentos.

#### Otros acuerdos con Argentina
El 25 de febrero de 2011 Mujica se entrevistó con la entonces presidenta Cristina Fernández, en la Quinta de Olivos. Allí se acordó la conformación de una comisión binacional de seguimiento comercial. La función de esta comisión era detectar las demoras en el ingreso de los productos a la Argentina y hacer las gestiones para que las licencias para el ingreso de los productos uruguayos no tardaran más de sesenta días. La comisión estaría integrada por técnicos de ambos países.
En la reunión de Olivos se firmó un convenio por el cual se acordó la puesta en marcha de una planta regasificadora que permite proveer gas natural a ambos países durante quince años, a partir de 2013. Según el acuerdo, la planta será propiedad de la empresa energética argentina Enarsa y de la uruguaya Gas de Sayago S.A., propiedad de UTE y ANCAP. El barco metanero estaría frente a la costa uruguaya y conectado por el Gasoducto Cruz del Sur a las redes de Argentina y Uruguay. El proyecto tendría un costo estimado en 18 millones de dólares.

#### Visitas al exterior

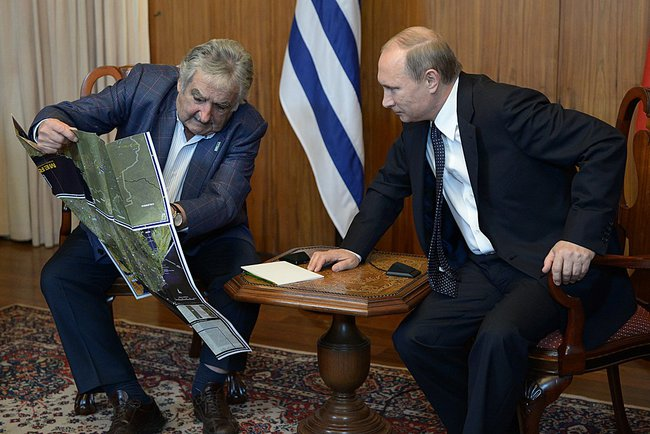
José Mujica señalando en un mapa a Vladímir Putin la ubicación de Uruguay en 2014.

Mujica realizó varios viajes al exterior, entre los que merece destacarse su visita a la Asamblea General de las Naciones Unidas, ocasión en la que pronunció un prolongado discurso de tono global.

### Derechos humanos
El 22 de marzo de 2012, en una ceremonia en el Palacio Legislativo, Mujica leyó un discurso en el cual se reconoció la responsabilidad del Estado uruguayo en las violaciones a los derechos humanos durante la dictadura. En este acto estuvieron, entre otros, el poeta Juan Gelman y su nieta, Macarena, hija de desaparecidos nacida en cautiverio en Montevideo.

## Después de la presidencia
Mujica fue reelegido senador para los periodos 2015-2020 y 2020-2025.

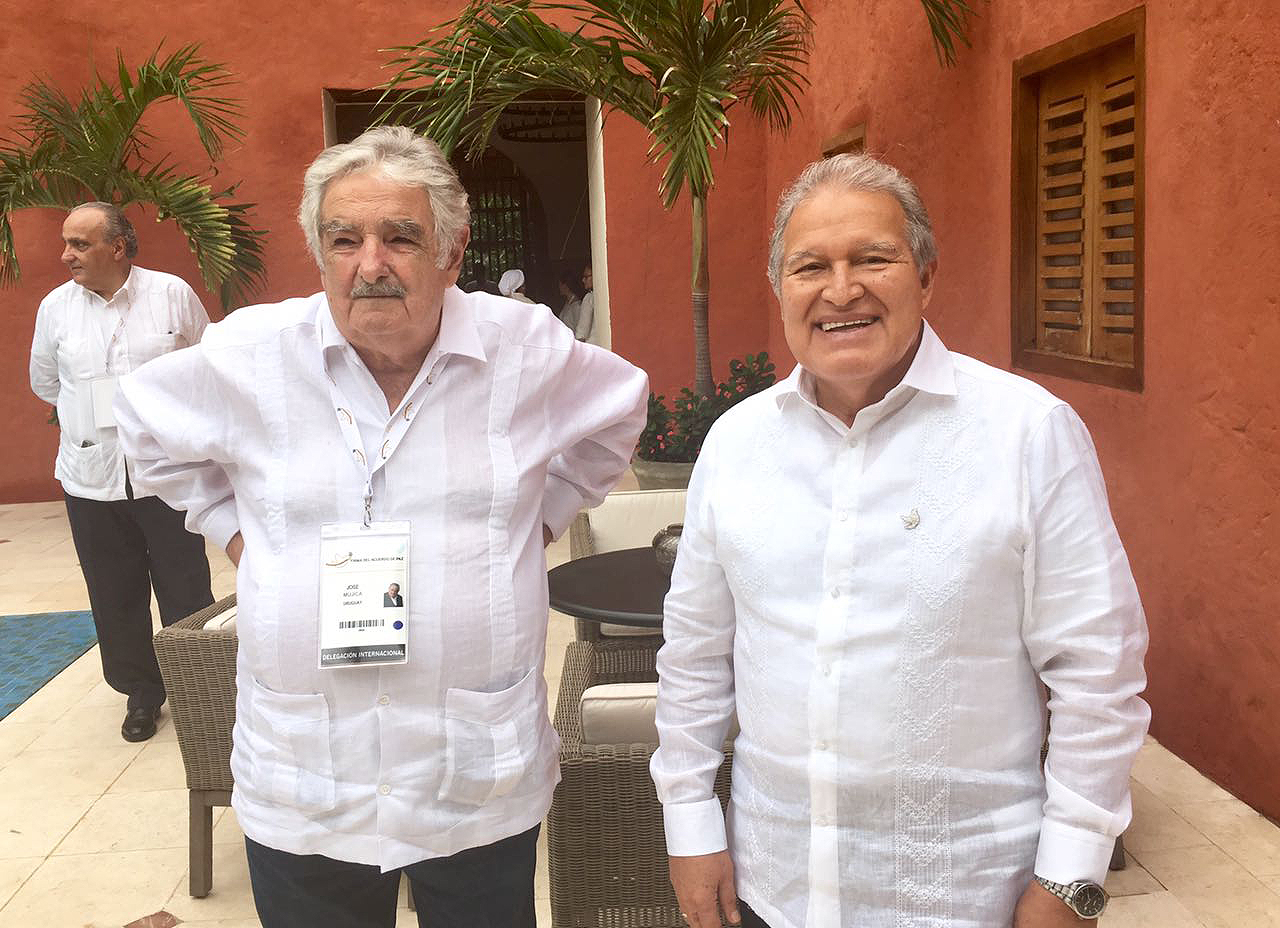
El presidente de El Salvador, Sánchez Cerén, y José «Pepe» Mujica, expresidente de Uruguay, durante la Firma de Acuerdo de Paz, Colombia.

En noviembre de 2019, antes del balotaje presidencial, el candidato Daniel Martínez Villamil lo mencionó como posible ministro de Ganadería en un eventual nuevo gobierno frenteamplista.
El 20 de octubre de 2020 formalizó su renuncia al senado y anunció su retirada de la política a causa de la pandemia de COVID-19 y, además, a causa de su edad (85 años, en octubre de 2020). Su lugar en la Cámara Alta fue ocupado por Alejandro Sánchez.

## Fallecimiento
En abril de 2024, Mujica anunció que fue diagnosticado con un tumor en el esófago.
En enero de 2025, anunció que su cáncer se había expandido por todo su cuerpo y que no se sometería a más tratamientos. Cuatro meses después, falleció el 13 de mayo de 2025 a los 89 años.

## Pensamientos

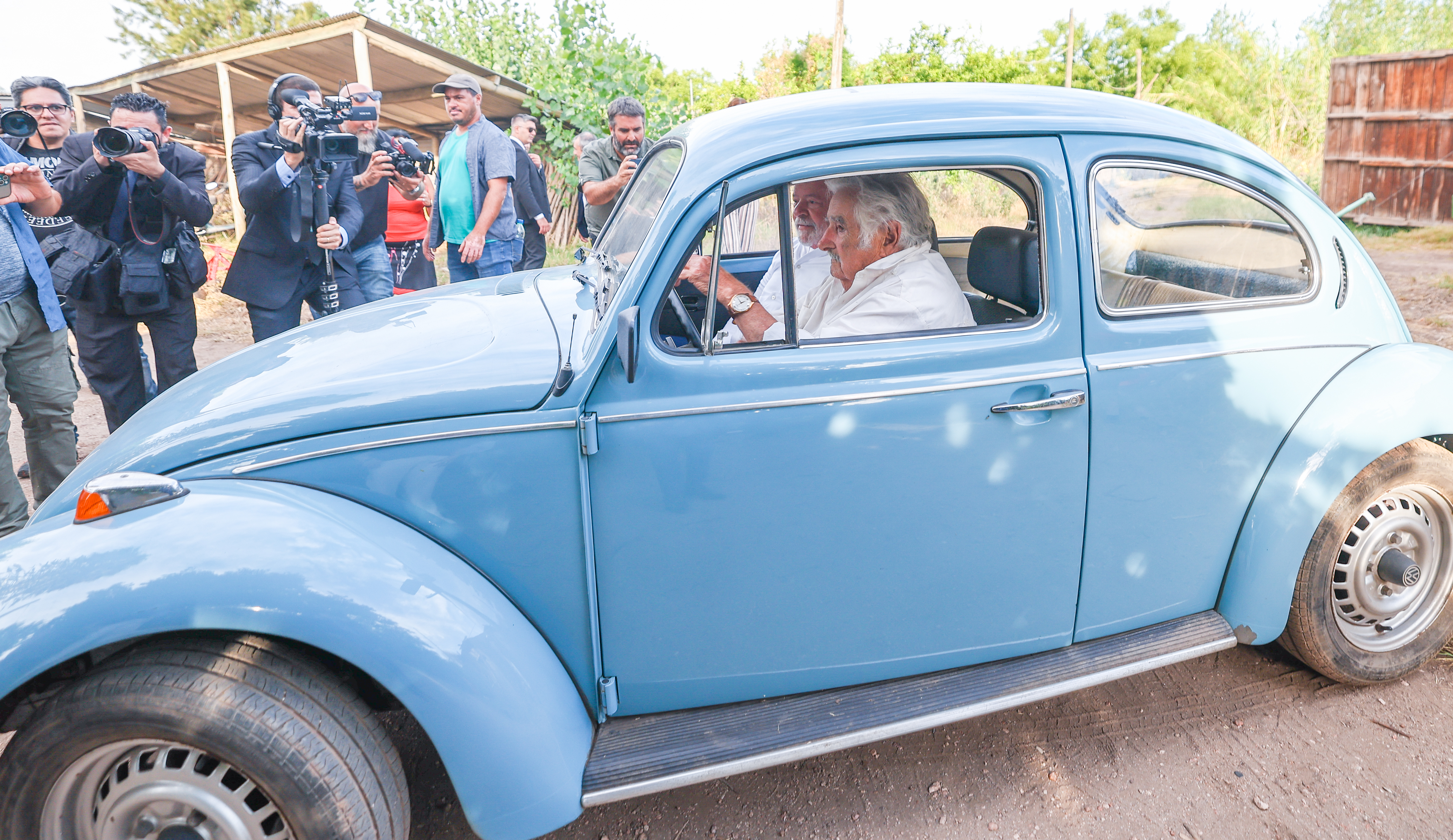
Mujica, conduciendo su Volkswagen Escarabajo de 1987.

José Mujica fue objeto de atención internacional debido a su estilo de vida, caracterizado por la austeridad. Residía en una granja en las afueras de Montevideo, propiedad de su cónyuge, optó por no habitar la residencia presidencial de Suárez y Reyes, reservándola para actos oficiales. Su movilidad se facilitaba por un Volkswagen Escarabajo de 1987. Destinó el 90 % de sus ingresos (equivalentes a 260 259 pesos uruguayos en 2012) a iniciativas orientadas a la mitigación de la pobreza.

### Creencias religiosas
Las creencias religiosas de Mujica fueron constante objeto de interés y especulación por parte de la prensa. En una entrevista con la BBC sostenida en noviembre de 2012 afirmó: «No tengo religión, pero soy casi panteísta: admiro la naturaleza». En una carta enviada a Hugo Chávez el 11 de diciembre de 2012 deseándole su recuperación, le aclara que, aunque él «no es creyente», va a convocar a una misa para que quienes quisieran manifestarse por su salud lo hagan. A la salida de dicha ceremonia, Mujica aclaró: «Me estoy poniendo viejo y no sé si me estoy arrimando a Dios, o no. No soy creyente (...) Dentro de mi corazón todavía no puedo o no sé creer». En ocasión de la asunción en Roma del papa Francisco, originario de Argentina, la esposa de Mujica, Lucía Topolansky, aclaró que su ausencia en la ceremonia se debió a que tanto ella como su esposo «no son creyentes» y que a la ceremonia asistió el vicepresidente Danilo Astori, ya que él sí lo es. Este tipo de declaraciones le valieron que la prensa lo considerase uno de los dos únicos presidentes ateos de América, junto al expresidente de Cuba Raúl Castro.

### Informes contradictorios sobre su régimen alimenticio
En octubre de 2009, el diario La Nación consignó declaraciones en las que Mujica afirmaba: «Es necesario seguir reglas claras, que no son de izquierda o de derecha. Y esto se lo digo yo, un guerrillero vegetariano», una expresión que presenta similitudes con la atribuida a Juan Domingo Perón: «Soy un general pacifista, algo así como un león herbívoro». A raíz de dicha afirmación, diversos medios de comunicación internacionales comenzaron a señalar que Mujica adhería al vegetarianismo. No obstante, existen referencias documentadas que la contradicen.

### Expresiones polémicas
Durante una conferencia de prensa en la ciudad uruguaya de Sarandí Grande en 2013, el presidente Mujica dijo «esta vieja es peor que el tuerto» sobre Cristina Kirchner. «El tuerto era más político, ésta es terca», continuó, sin darse cuenta de que continuaba la transmisión en directo. El mandatario dialogaba con el intendente de Florida, Carlos Enciso, sobre las relaciones con los gobiernos de Argentina y Brasil, cuando los micrófonos abiertos tomaron la crítica.
Sobre el final del episodio, Mujica recordó el regalo que Cristina Kirchner le hizo al papa Francisco cuando fue a visitarlo al Vaticano: «A un Papa argentino, que vive setenta y siete años ¿le va a explicar lo que es un mapa? Digo, ¿lo que es un mate y un termo?».

## Influencia y legado

### Cine
Desde fines de 2013, el realizador cinematográfico serbio Emir Kusturica se abocó a la tarea de filmar un documental sobre la vida de Mujica, a quien considera «el último héroe de la política». Se estrenó en el Festival de Venecia de 2018 con el título El Pepe, una vida suprema. Las reacciones fueron diversas.
En 2018, el director y guionista Álvaro Brechner realizó la película La noche de 12 años, en la que se cuenta los 12 años de aislamiento y cautiverio que tuvieron Mujica, Eleuterio Fernández Huidobro y Mauricio Rosencof entre 1973 y 1985. Mujica fue interpretado por el español Antonio de la Torre; Rosencof, por el Chino Darín, y Huidobro, por Alfonso Tort. Se estrenó en la selección oficial del Festival Internacional de Cine de Venecia y de San Sebastián. Se estrenó en Uruguay, Argentina y Brasil, fue seleccionada por Uruguay para los Premios Óscar de la Academia de Cine y los Goya de España.

### Tributos musicales
La cantautora española Rozalén incluye un discurso de Mujica en la canción «Girasoles» de su álbum más popular, «Cuando el río suena...».
El músico, actor y escritor español José Riaza usa varios de los discursos de Mujica como guía de su álbum conceptual «Despertares», un disco de música rock y mensaje humanista.
Participó en el disco «La Lucha» de la banda venezolana La Vida Bohème dando un breve discurso en el primer homónimo del disco.

### Órdenes y condecoraciones

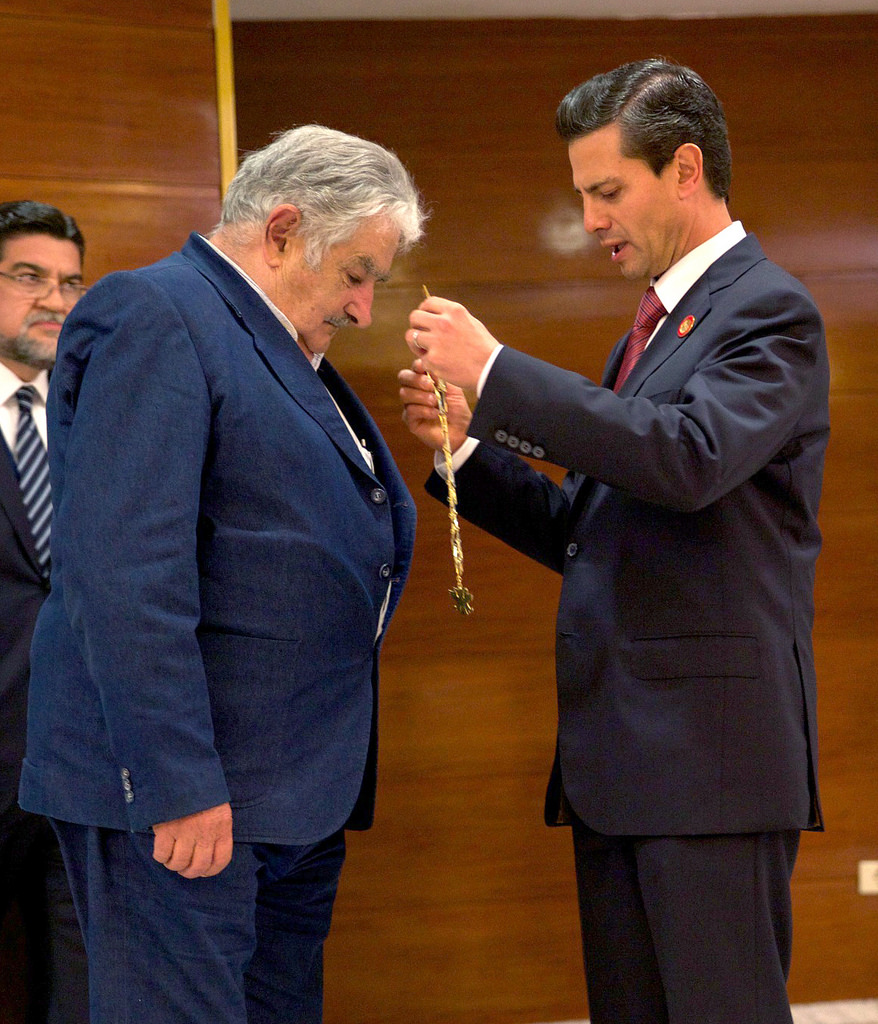
El presidente de México, Enrique Peña Nieto, condecorando a Mujica con la Orden del Águila Azteca.

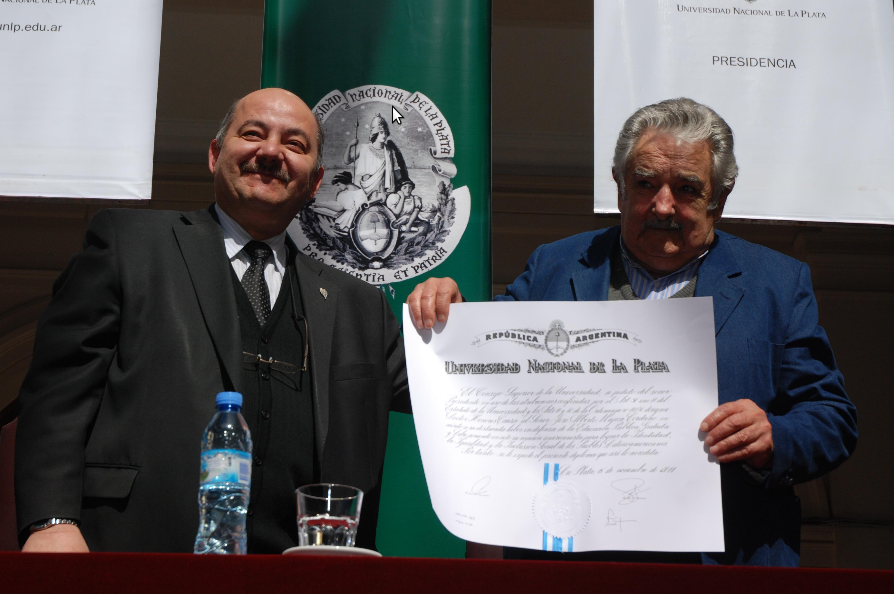
Mujica, al recibir de Fernando Tauber el Doctor honoris causa de la Universidad Nacional de La Plata.

- Orden Nacional al Mérito «Mariscal Francisco Solano López» (2010).[90][91]
- Orden El Sol del Perú (2011).[92][93]
- Doctor honoris causa por la Universidad de Lanús (2011).[94]
- Doctor honoris causa por la Universidad Nacional de La Plata (2012).[95]
- Premio Libertad Cortes de Cádiz.[96]
- Orden Mexicana del Águila Azteca (2014).[97][98]
- Orden Nacional al Mérito (En grado de Gran Collar) (2014).[99]
- Orden Nacional del Gran Collar de Ecuador (2014).[100][101]
- Galardón Corazón de León (2014) de la Federación de Estudiantes Universitarios (FEU) de la Universidad de Guadalajara (México).[102]
- Doctor honoris causa por la Universidad Nacional de Rosario (2016).[103]
- Doctor honoris causa por la Universidad Autónoma de Baja California (2016).[104]
- Doctor honoris causa por la Universidad Autónoma de Santo Domingo (2016).[105]
- Doctor honoris causa por la Universidad Autónoma Gabriel René Moreno (2016).[106]
- Doctor honoris causa por la Universidad de Panamá (2017).[107]
- Doctor honoris causa por la Universidad Nacional de Río Cuarto (2018).[108]
- Doctor honoris causa por la Universidad Nacional de Córdoba (2018).[109]
- Doctor honoris causa por la Universidad Iberoamericana (2019).[110]
- Doctor honoris causa por la Universidad Nacional de Villa María (2020).[111]
- Collar de la Orden del Libertador General San Martín (2021).[112]
- Gran Collar de la Orden Nacional de la Cruz del Sur (2024).[113]
- Gran Cruz de Boyacá, grado Extraordinario (2024).[114]
- Orden de Francisco Morazán, Gran Cruz Placa de Oro (2025).[115]